# Walter Lundin
Pour les articles homonymes, voir Lundin.
Walter Lundin, né le 20 avril 1892 à Chicago et mort le 21 juin 1954 à Los Angeles, est un directeur de la photographie américain, qui a travaillé à Hollywood à l'époque du cinéma muet, et dont la carrière s'étend jusqu'aux années 1950. Il a notamment travaillé avec Laurel et Hardy et Harold Lloyd, et a longtemps collaboré avec le producteur Hal Roach. Lloyd et son équipe le surnommait « The Dude ».

## Filmographie partielle
- 1917 : Mothers of Men (en) (Every Woman's Problem)
- 1917 : Bashful d'Alfred J. Goulding
- 1919 : Coco de Chicago (Billy Blazes, Esq.)
- 1919 : Chop Suey & Co. de Hal Roach
- 1920 : Le Manoir hanté (Haunted Spooks)
- 1920 : Quel numéro demandez-vous ? (Number, Please?)
- 1921 : A Sailor-Made Man
- 1921 : Pour l'amour de Mary (Now or Never)
- 1922 : Le Petit à Grand-maman (Grandma's Boy )
- 1922 : Dr. Jack
- 1923 : Safety Last!
- 1923 : Why Worry?
- 1924 : Girl Shy
- 1924 : Hot Water
- 1925 : Vive le sport ! (The Freshman)
- 1926 : For Heaven's Sake
- 1927 : The Kid Brother
- 1929 : Welcome Danger
- 1932 : Movie Crazy
- 1932 : Livreurs, sachez livrer ! (The Music Box)
- 1934 : The Cat's-Paw
- 1935 : Bonnie Scotland
- 1936 : Night Cargo (en)
- 1936 : La Bohémienne (The Bohemian Girl)
- 1936 : General Spanky
- 1938 : Laurel et Hardy au Far West (Way Out West)
- 1940 : Quicker'n a Wink
- 1942 : Going to Press
- 1942 : Don't Lie
- 1942 : Surprised Parties
- 1943 : Harrigan's Kid
- 1943 : Laurel et Hardy chefs d'îlot (Air Raid Wardens)
- 1944 : Adventure in Music
- 1944 : Radio Bugs
- 1944 : Gentle Annie
- 1952 : Reducing